# سوهاله مهره
سوهاله مهره (به انگلیسی: Sohala Na Mohra) یک شهر در پاکستان است که در ناحیه پایتختی اسلام‌آباد واقع شده‌است. سوهاله مهره ۵۰۰ متر بالاتر از سطح دریا واقع شده‌است.